# Anilius scytale
Famille
Genre
Espèce
Synonymes
- Anguis scytale Linnaeus, 1758
- Anguis annulata Laurenti, 1768
- Anguis fasciata Laurenti, 1768
- Anguis caerulea Laurenti, 1768
- Anguis corallina Laurenti, 1768
- Anguis atra Laurenti, 1768

Anilius scytale est une espèce de serpents, unique représentant du genre Anilius et de la famille des Aniliidae. Il est communément appelé Faux Corail pour sa ressemblance avec les serpents corail.

## Répartition
Cette espèce se rencontre au Brésil, en Guyane, au Venezuela, en Colombie, en Équateur, au Pérou et en Bolivie.

## Description
Ce serpent rouge et noir, semi-aquatique et fouisseur, a de grandes écailles transparentes sur chaque œil. Il se nourrit d'autres serpents, d'amphisbènes, de cécilies et d'anguilles. 

## Liste des sous-espèces
Selon The Reptile Database (27 juil. 2011) :
- Anilius scytale phelpsorum Roze, 1958
- Anilius scytale scytale (Linnaeus, 1758)

## Publications originales
- Linnaeus, 1758 : Systema naturae per regna tria naturae, secundum classes, ordines, genera, species, cum characteribus, differentiis, synonymis, locis, ed. 10 (texte intégral).
- Roze, 1958 : Resultados zoologicos de la expedicion de la Universidad Central de Venezuela a la region del Auyantepui en la Guayana Venezolana, Abril de 1956. 5. Los reptiles del Auyantepui, Venezuela, basandose en las colecciones de las expsdiciones de Phelps-Tate Acta Biologica Venezuelica, vol. 2, p. 243–270.
- Oken, 1816 : Lehrbuch der Naturgeschichte. Dritter Theil, Zoologie. Zweite Abtheilung, Fleischthiere. Jena, Schmid, p. 1–1272.